# 巴黎情色博物館

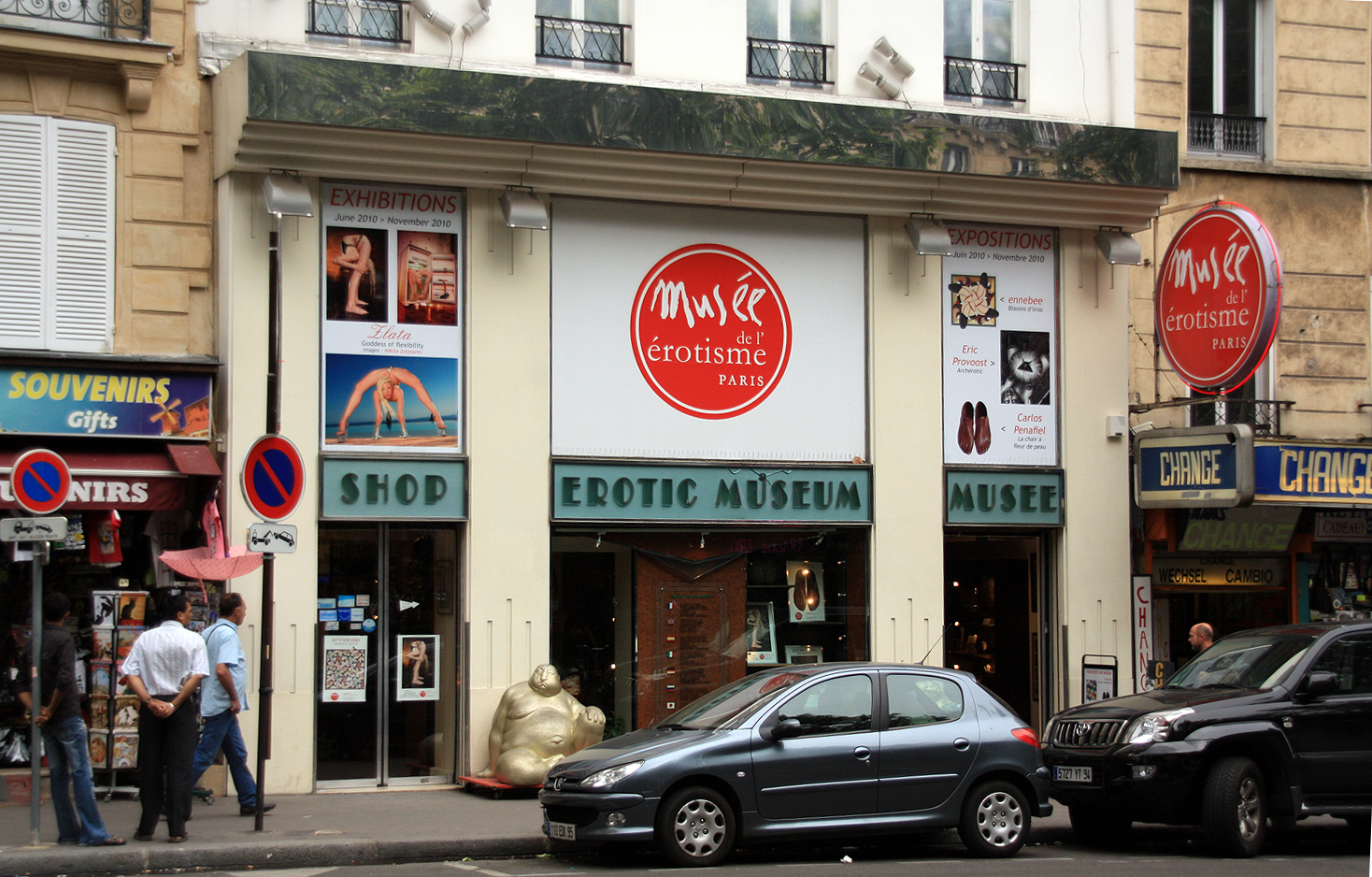

巴黎情色博物館（法語：Musée de l'érotisme) 是一座位於法國首都巴黎的性博物館。博物館設立於1997年，收藏包括印度、日本、非洲的古代宗教藝術至現代的以色情為主題的展示品。博物館共有五層，其中一層位於地下。建築的部分樓層在過去曾是合法妓院。后由于所有者不再续租，且未能找到合适的迁移地，博物馆于2016年11月7日关闭，并向公众拍卖馆中展品。

## 外部連結
- Museum website